# Bloody Mary (cóctel)
El Bloody Mary es un cóctel de fama internacional. Una de las teorías más extendidas dice que su creación se debe a Fernand Petiot, que preparó por primera vez esta bebida en el año 1921, en el  Harry's Bar de París. Usualmente se consume como aperitivo. Su sabor está entre lo salado y ligeramente ácido por el zumo de limón o lima, y el umami.

## Decoración
- Antes de iniciar su preparación, conviene escarchar el borde del vaso con sal gorda mojada en lima.
- Se puede decorar con una rodaja de lima, pepinillos en vinagre, gamba, apio u otras verduras.
- Se prepara siempre en vaso mezclador, no en coctelera. Se remueve suavemente con cucharilla, sin agitar y se sirve en vaso Collins.

## Ingredientes
- 2 onzas de vodka
- Rellenar con jugo de tomate
- Una pizca de sal y pimienta negra
- 3 gotas de salsa Worcestershire o salsa inglesa
- 3 gotas de salsa Tabasco
- 150 gramos hielo picado
- 1 tallo de apio fresco como complemento
- 1 onza de jugo de limón o de lima.[1]